# Vogelnestkever
De vogelnestkever (Anthrenus pimpinellae) is een keversoort uit de familie spektorren (Dermestidae). De wetenschappelijke naam van de soort werd in 1775 gepubliceerd door Johann Christian Fabricius.